# Nina Reithmayer
Nina Reithmayer (Innsbruck, 8 giugno 1984) è un'ex slittinista austriaca.

## Biografia
Iniziò a competere per la nazionale austriaca nelle varie categorie giovanili, dove ottenne quali migliori risultati sei medaglie, delle quali una d'oro, ai campionati mondiali juniores ed una vittoria nella classifica finale della Coppa del Mondo juniores.
A livello assoluto esordì in Coppa del Mondo nella stagione 2002/03, conquistò il primo podio il 14 novembre 2004 nel singolo ad Altenberg (3°) e la prima vittoria il 9 dicembre 2007 nella gara a squadre a Winterberg. In totale trionfò in due tappe di coppa (entrambe le volte nella prove a squadre) e giunse in due occasioni al quarto posto in classifica generale nella specialità del singolo: nel 2006/07 e nel 2008/09.
Partecipò a tre edizioni dei Giochi olimpici invernali, esclusivamente nella specialità del singolo: giunse ottava a Torino 2006, conquistò la medaglia d'argento a Vancouver 2010 ed a Soči 2014, in quella che fu la sua ultima competizione a livello internazionale, concluse la gara al ventesimo posto.
Prese parte altresì a sette edizioni dei campionati mondiali aggiudicandosi tre medaglie, tutte nella gara a squadre, mentre a livello individuale il suo miglior piazzamento è stato il quarto posto ottenuto a Cesana Torinese 2011. Nelle rassegne continentali conquistò la medaglia di bronzo nel singolo a Sigulda 2010.

## Palmarès

### Olimpiadi
- 1 medaglia:
  - 1 argento (singolo a Vancouver 2010).

### Mondiali
- 3 medaglie:
  - 2 argenti (gara a squadre ad Oberhof 2008; gara a squadre a Lake Placid 2009);
  - 1 bronzo (gara a squadre ad Igls 2007).

### Europei
- 1 medaglia:
  - 1 bronzo (singolo a Sigulda 2010).

### Mondiali juniores
- 6 medaglie:
  - 1 oro (singolo ad Igls 2002);
  - 2 argenti (singolo, gara a squadre a Calgary 2004);
  - 3 bronzi (gara a squadre a Lillehammer 2001; gara a squadre ad Igls 2002; gara a squadre a Schönau am Königssee 2003).

### Coppa del Mondo
- Miglior piazzamento in classifica generale nel singolo: 4ª nel 2006/07 e nel 2008/09.
- 27 podi (3 nel singolo, 24 nelle gare a squadre):
  - 2 vittorie (tutte nelle gare a squadre);
  - 14 secondi posti (tutti nelle gare a squadre);
  - 11 terzi posti (3 nel singolo, 8 nelle gare a squadre).

#### Coppa del Mondo - vittorie
| Data            | Luogo      | Paese    | Disciplina                                                          |
| --------------- | ---------- | -------- | ------------------------------------------------------------------- |
| 9 dicembre 2007 | Winterberg | Germania | Gara a squadre con Tobias Schiegl, Markus Schiegl e Daniel Pfister  |
| 7 dicembre 2008 | Sigulda    | Lettonia | Gara a squadre con Daniel Pfister, Andreas Linger e Wolfgang Linger |

### Coppa del Mondo juniores
- Vincitrice della Coppa del Mondo juniores nella specialità del singolo nel 2002/03.